# Meir Banai
Meir Banai (en hebreo: מאיר בנאי‎‎; 5 de julio de 1961 - 12 de enero de 2017) fue un músico, cantante y compositor israelí.

## Biografía
Meir Banai nació en Beerseba en 1961, hijo de Yitzhak Banai, en el seno de una familia tradicional judía que ha producido numerosos actores y cantantes, como Orna Banai, Eviatar Banai, Ehud Banai, Yuval Banai y Yossi Banai.
Con 17 años aprendió a tocar la guitarra y a componer, y con 23 se autofinanció la grabación de su primer sencillo "Eviatar". En 1984 publicó su álbum debut, titulado The First Album. Su segundo álbum, Rain fue publicado en 1987 con gran éxito comercial, llegando a ser certificado como disco de oro en Israel. En 1999, colaboró junto a Arkadi Duchin en la exitosa grabación de Eti's Night y en marzo de 2004 hizo su debut en el centro cultural judío Makor de Nueva York.
En 2007 publicó Shma Koli , un CD realizado con textos y oraciones tradicionales judíos. Los arreglos se basaron en melodías tradicionales aunque con toques modernos. El sencillo, "Lech Elay" se convirtió en un éxito inmediato. El diario Haaretz escribió sobre Banai, que al componer algunas de las canciones de su "excelente" álbum "judío", creó un alza en la melodía en puntos clave en las canciones, en las que el orador / narrador levanta sus ojos hacia los cielos y llama a Dios. En febrero de2008, Shma Koli había vendido más de 15.000 copias.
Tras una década desde su última colaboración, Banai y Arkadi Duchin volvieron a reunirse en un escenario en abril de 2009.
Banai falleció como consecuencia de un cáncer el 12 de enero de 2017 en Hemed a los 55 años de edad.

## Discografía
- The First Album (1984)
- Rain (1987)
- Impressions Live (1988)
- The Colors Change/Changing Colors (1990)
- Including/In Between (1992)
- The Wandering Tune (1996)
- Heart Cracked/Fractured Heart (2001)
- How Much Love (2002)
- Shma Koli (2007)